# Uglješa Mrnjavčević
Jovan Uglješa Mrnjavčević (srbsko Јован  Угљеша Мрњавчевић)  je bil srbski vojvoda in despot iz dinastije Mrnjavčević, * ni znano, † 26. september 1371, bitka na Marici.
Imel se je za vladarja srbskih ozemelj v Grčiji in Pomorju. Od leta 1356 do 1371 je bil despot pokrajine Ser v današnju grški Makedoniji. Naslov despota je dobil  od carice Jelene, matere srbskega carja Stefana Uroša V. iz dinastije Nemanjićev. Carigrajski patriarh v listini iz leta 1371 omenja, da je Uglješa vladal ozemlju okrog spodnjega toka reke Strume. 
Bil je brat srbskega kralja Vukašina Mrnjavčevića, s katerim sta poskušala zaustaviti prodiranje Turkov na Balkan.  Oba brata sta padla v bitki na Marici leta 1371. Uglješa je pogost lik v srbskih narodnih epskih pesmih predkosovkega cikla.
Uglješeva soproga Jelena s samostanskim imenom Jefimija je spesnila in  izvezla Hvalnico knezu Lazarju (srbsko Pohvala knezu Lazaru).

## Mladost
Uglješa je bil mlajši sin velikaša Mrnjave, ustanovitelja dinastije Mrnjavčević. Bizantinski zgodovinar Laonik Halkokondil omenja, da je bil Vukašin točaj carja Stefana Dušana, Uglješa pa carjev konjušnik.  Okoli leta 1346 je Uglješa kot Dušanov namestnik upravljal posesti okoli Dubrovnika, morda v Konavlah in Travuniji, in dobil darila Dubrovniške republike. V Primorju se ni dolgo zadržal. Ob smrti carja Dušana leta 1355 je bil v Serski regiji, ki jo je upravljala Dušanova vdova Jelena. 
Neznano kdaj se je poročil z Jeleno, hčerko zakladnika Vojihne. Z njo je imel sina Uglješo Despotovića, ki je umrl star komaj štiri leta. Pokopali so ga v grob njegovega starega očeta Vojihne v Hilandarju. Uglješa je kot zet zakladnika Vojihne postal zelo vplivna osebnost. Za njegov vzpon ima največ zaslug prav njegov tast. Dubrovčan Mavro Orbini piše, da je zakladnik Vojihna s svojim zetom upravljal celo pokrajino na meji Romanije Bizantinsko cesarstvo. Uglješa je morda že takrat (1358) imel naslov veliki vojvoda. Po smrti carja Dušana se je Vojihna znašel v krogu mogotcev, zbranih okoli carjeve vdove Jelene, in kmalu postal njena desna roka. Zadnjikrat se omenja leta 1358, čeprav je umrl mnogo kasneje, vendar pred letom 1371, ko je njegov grob obiskal zet Uglješa. Uglješeva vloga v neuspelem poskusu Mateja Kantakuzena, da bi zrušil carico Jeleno, je vprašljiva.
Oktobra 1358 se je Uglješa na eni od darovnic samostanu  Kutlumuš podpisal kot veliki vojvoda.  Samostanu je daroval posest v jugovzhodnem delu doline Strume. Naslov velikega vojvode je v hierarhiji Srbskega cesarstva kotiral zelo visoko in je ustrezal bizantinskemu naslovu mega duks.
Ponarejena listina omenja, da se je Uglješa leta 1358 v Hrizopolu pogajal z bizantinskim cesarjem Ivanom V. Paleologom. Razpravljala naj bi o obmorskih mestih Krizopol, Anaktiropol in Kristopol, ki so jih zasedli bratje Paleolog. Omenjena mesta, ki so bila stalna tarča piratov iz Vitinije, je Srbija izgubila že pred Dušanovo smrtjo. V listini iz leta 1365 Ivan Paleolog Uglješo imenuje "ljubljeni nečak prevzvišene despotinje Srbije, presrečni despot Srbije Kir Jovan Uglješa".

## Despot
Med zgodovinarji prevladuje mnenje, da je Uglješa dobil naslov despota po bratovem kronanju za kralja ali avgusta 1365.  Leta 1975 je bil objavljen napis z groba Uglješeve sestre Jelene, ki je datiran pred septembrom 1364, na katerem se njen mlajši brat že naslavlja kot despot. Napis je vsekakor nastal po oktobru 1363, se pravi da je Uglješa dobil naslov despota med oktobrom 1363 in septembrom 1364. Trditev potrjuje listina despota Uglješe, namenjena menihom atoškega samostana Simonopetra, izdana med 1. septembrom 1363 in 31. avgustom 1364. Besedilo pravi, da je bil avtor listine neposredno pred njeno objavo kronan za despota cele Srbije in Romanije in da mu je naslov podelil car Uroš (Stefan Uroš V.). Imenovanje za despota je poudarjeno tudi na napisih in v uvedbi dvoglavega orla, enem od despotskih obeležij. Novi naslov je bil vnešen tudi na Uglješeve kovance.

## Vzpon
Vzpon bratov Mrnjavčević se je začel po smrti Vojislava Vojinovića leta 1363. Uglješa je postopoma izrival z oblasti carico Jeleno, s sklepanjem dinastičnih porok pa sta se brata povezala z najmočnejšimi družinami tistega časa. Z  Balšići sta bila povezana preko Vukašinove hčerke Olivere, poročene  z Đurađem Balšićem, Vukašinov sin Marko pa je bil poročen s hčerko Radoslava Hlapena, carjevega namestnika v severni Grčiji. Zelo verjetno je obstajala tudi družinska vez med Mrnjavčevići in sebastokratorjem Vlatkom Paskačićem, katerega vzpon sta podpirala oba brata.
V tistem času se je prvič poskušalo doseči spravo med Sersko cerkvijo in Carigrajsko patriarhijo. Patriarh Kalist je osebno obiskal carico Jeleno v Seru, vendar je med obiskom umrl in pogajanja so se za nekaj let prekinila. Pogajanj s Kalistom se je kot pomembna osebnost v Serskem kraljestvu zagotovo udeležil tudi Uglješa. Verjetno je že takrat uvidel, kakšno nevarnost pomenijo Turki, in ravno ta nevarnost je kasneje privedla do sprave in zveze med cerkvijo Serskega kreljestva in Carigrajskim patriarhatom.

## Prihod na oblast
Uroševa oblast v Serskem kraljestvu ni bila povsem ukinjena, saj nekateri viri govorijo o tesnem sodelovanju matere in sina: Uroš je materi poslal vojsko, ki je porazila Mateja Kantakuzena, Jelena pa je leta 1357 prisostvovala ne eni od sej državnega zbora v Skopju. Srbska oblast v Serskem kraljestvu je bila do leta 1360 očitno stabilna, kasneje pa je bila Jelena priznana kot njegova edina vladarica. V Seru je po bizantinskem vzoru uvedla senat in  univezalne sodnike in lokalno upravo zaupala svojim sorodnikom. Prenos oblasti na Jeleno je bil verjetno posledica očitne nesposobnosti njenega sina. Jelenina moč je sčasoma zelo oslabela, zlasti v primerjavi s kasnejšo močjo despota Uglješe.
Jelenina vladavina v Serskem kraljestvu je zadnjič omenjena v sodnem spisu Serske metropolije iz avgusta 1365. Dokument je shranjen v arhivu atoškega samostana  Esfigmena. Sodišče se ne Jeleno obrača kot na vladarico, serski kefalija in univerzalni sodniki pa so omenjeni kot podložniki "naše mogočne in svete gospe in despotinje". Dokument z leta 1366 že omenja Jovana Uglješo kot samostojnega vladarja. Najstarejši dokument, ki ga je Uglješa izdal kot gospod Serskega kraljestva, je iz januarja 1366. V listini, ki jo je septembra 1365 izdal bizantinski cesar Ivan Paleolog, se Uglješa omenja kot "ljubljeni nečak" despotinje Jelene, kar kaže, da sta Jelena in Uglješa konec leta 1365 še vladala kot sovladarja. Leto 1365 je bilo očitno neko prehodno obdobje na prestolu Serskga kraljestva.  Jasno je, da je takrat Uglješa že prevzel oblast, ker je bila listina izdana na njegov ukaz.
Uglješev prihod na oblast se je zgodil avgusta ali septembra 1365.

## Vladanje
Vladarski titularij Uglješevega brata Vukašina je vseboval vse kategorije, ki jih je imel car Uroš V., sicer pa se je naslavljal s "kralj Srbov in Grkov". Uglješa se je zgledoval po bratu in se naslavljal z "gospodar srbskih in grških dežel". V listinah do leta 1365 se Uglješa naslevlja  "mi, despot", v eni celo avtokrator (samodržec).

### Sprava s Carigrajskim patriarhatom
V diplomatskih dejavnostih Jovana Uglješe ima posebno mesto sprava s Carigrajskim patriarhatom. Razkol med Srbskim in Carigrajskim patriarhatom je nastal leta 1350, ko je v srbsko-bizantinski vojni med Stefanom Dušanom  (Silnim) in Ivanom VI. Kantakuzenom carigrajski patriarh iz cerkve izobčil srbskega carja in njegov dvor, patriarha in višjo duhovščino. Ljudstvo in nižja duhovščina nista bila izobčena, vendar sta trpela njegove posledice. Razlogov za spravo je bilo vsekakor veliko. Najpomembnejši je bil sklenitev zveze med Bizantinskim in Srbskim cesarstvom proti Osmanskemu cesarstvu. Cesarstvi sta se poskušali spraviti že prej. Patriarh Kalist (1350-1353, 1355-1364) se je tik pred smrtjo pogajal s carico Jeleno v Seru. Pogajanje je prekinila njegova nenadna smrt. Iniciativo srbske strani je po prihodu na oblast prevzel Uglješa Mrnjavčević. Kalistov naslednik Filotej je njegovo iniciativo sprejel  in v Ser poslal nicejskega metropolita.  O vsebini pogajanj ni nobenega podatka. Znan je samo rezultat. Uglješa je sprejel bizantinske pogoje in sprava je bila potrjena marca 1368.
Listina o spravi je vsebovala Uglješevo obsodbo Dušanove politike in njegove razglasitve za samodržca Srbije in Romanije v izjavi, da je car "gledal z lakomnimi očmi in dvignil nepravični meč proti najbolj nedolžnim in zlobno poteptal stare cerkve odloke, razbijal in rušil". Dokument je očitno sestavil šolan Bizantinec. Solovjev in Mošin sta dokazala, da je bil napisan na mestu pogajanj in ne v Carigradu. Carigrajski patriarh je združitev cerkva objavil šele čez tri leta, maja 1371. Eden od razlogov za zakasnitev naj bi bilo čakanje na vrnitev Ivana VI. Paleologa iz Italije, drug razlog pa bi lahko bila istočasna neuspešna pogajanja s peškim patriarhom Savom IV.

## Vojna s Turki
Turki so z zasedbo Glipolija sredi 14. stoletja trajno prešli iz Male Azije na Balkan in začeli načrtno osvajati polotok. Neobičajno lahko so osvajali mesto za mestom: Dimotiko (1360), Odrin (1362) in Plovdiv (1363). Skupna nevarnost je še bolj zbližala Sersko kraljestvo in Bizantinsko cesarstvo. Glavni cilj Uglješeve politike je postal izgon Turkov z Balkana. S širjenjem  svoje države v zahodno Trakijo konec 1360. let je Uglješa nekoliko zmanjšal turški pritisk na svoje kraljestvo. Od leta 1366 do novembra 1369 je zasedel rodopsko primorje do reke Meste in jezera Poru, s čimer je mejo Serskega kraljestva prestavil preko meje iz Dušanovega obdobja. Vpadi Turkov so bili pogosti, vendar so znani samo napadi na atoške samostane. Po Mavru Orbiniju se je serski despot sprva uspešno upiral Turkom in jih nekajkrat porazil. Vmešaval se je tudi v dogajanja v Trakiji, o čemer pričajo turške kronike. Kodža Husein piše, da je poveljnik Plovdiva pobegnil k despotu v Sersko kraljestvo, da bi se skupaj z njim maščeval za izgubo mesta.
Leta 1371 so v Carigrad odšli srbski odposlanci, da bi se dogovorili o sklenitvi zveze proti Turkom, o čemer priča govor Dimitrija Kidona. Srbi so cesarstvu ponudili denar in sklepanje dinastičnih zakonskih zvez. Pogajanja, ki so sledila spravi med Cerkvama, niso privedli do sklenitve zveze proti Turkom. V teh okoliščinah se je despot Uglješa Mrnjavčević obrnil po pomoč k svojemu bratu. Kralja Vukašina Mrnjavčevića je bratova prošnja za pomoč na vzhodu presenetila, ker je bil sredi leta 1371 na pohodu proti županu Nikoli Altomanoviću. Altomanović se je presenetljivo hitro opomogel po bitki na Marici in začel ogrožati Vukašinovo ozemlje. Junija 1371 je bil Vukašin skupaj s sinom Markom Mrnjavčevićem in Đurađom Balšićem v okolici Skadra, od koder se je na bratov poziv umaknil.
Podatki o moči srbske vojske so zelo različni. Sodobnik Izaija pretirava v oceni, da je srbska vojska štela 60.000 borcev. Srbski patriarh ocenjuje, da je vojsko 4.500 Turkov premagalo 70.000 konjenikov. Orbini omenja 20.000 mož, kar je verjetno najbliže resničnemu stanju.  V kronikah grofa Đorđa Brankovića so se spopadli Srbi in Turki. Enako piše tudi Vladislav Gramatik.  Bolgarska kronika neznanega avtorja omenja, da so borci prišli celo iz Dalmacije in Trebinja. Kronika meniha Mokseja je še bolj nedoločna in omenja samo to, da sta brata zbrala veliko srbsko vojsko.  Turški viri pretiravajo pri velikosti srbske vojske in k njej prištevajo tudi Vlahe, Ogre in Bosance.
Priprave na ofenzivo so bile končane na začetku leta 1371. Uglješa je obiskal Sveto goro  (Atos), kar je razvidno iz njegove darovnice samostanu Vatoped na začetku tega leta. V Hilandarju je obiskal grob svojega tasta Vojihne in svojega prezgodaj umrlega sina Uglješe. Vatopedu je podaril ribnik svetega Teodorja na jezeru Poru. Domneva se, da je Uglješa napadel Turke, ko je bila glavnina njihove vojske v vojni v Mali Aziji. Brata sta prodrla globoko na turško ozemlje, kar kaže, da turška oblast v Trakiji ni bila trdna.

### Smrt
O usodni bitki na Marici se ne ve skoraj nič. Iz najzgodnejših virov je mogoče ugotoviti samo datum, kraj in izid bitke in da se je velik del vojske utopil v bližnji reki. Bitka je bila zelo verjetno nepričakovan turški napad na srbski tabor. Turki so torej ponovno uporabili gverilsko taktiko. 
Patriarh Pajsij je do bratov Uglješe in Vukašina Mrnjavčevića pristranski in bolj naklonjen Uglješi. Zanj pravi, da je umrl od ran, dobljenih v boju, kot se spodobi hrabremu vojaku. Njegovo telo so odnesli samostan pri Serezu. Vukašin se je utopil v reki in postal hrana za ribe in ptice brez znanega groba. Sodobnik dogodkov Izaija piše, da noben brat ni bil pokopan po takratnih običajih, in za Uglješo trdi, da je bil hraber mož. 
Bitka na Marici je bila največja zmaga Turkov do osvojitve Carigrada leta 1453 in pomenila zlom Serskega kraljestva. Solunski despot Manuel, kasnejši bizantinski cesar Manuel II. Paleolog, je zasedel Ser in nedvomno pokoril vsa druga mesta v središču Uglješeve države, vključno z otokom Tasom in egejskim  primorjem. Ponovna vzpostavitev bizantinske oblasti je vzbudila upanje o obnovi nekdanjega imperija, ki je hitro ugasnilo. Turška nevarnost je primorala Bizantince na nepriljubljene ukrepe: zaseganje cerkvenega premoženja za krepitev obrambne moči. Zemljišča so bila prepuščena pronojam.  Bizantinsko cesarstvo je kmalu po bitki na Marici izgubilo samostojnost. Cesar Ivan VIII. Paleolog je kot Muratov vazal celo sodeloval v enem od tuških pohodov.

## Ureditev Serskega kraljestva
Sersko kraljestvo je v Dušanovem, Jeleninem in Uglješevem času ohranilo bizantinsko državno ureditev. Uradni jezik kraljestva je bila grščina. Despotove listine so bile pisane v srbskem in grškem jeziku. Visoke položaje na  despotovem dvoru so zasedali Grki. Jeleno in Uglješo so naslavljali "despotinja in despot Srbije".  O pravosodju v kraljestvu največ pove njegova listina iz februarja 1369. V tem zelo pomembnem dokumentu je opisan cel potek sojenja pred despotovo "sinodo", k kateri so bili predvsem predstavniki Cerkve. Sodil je osebno despot, podpisal akt o sojenju in ga izdal kot svojo listino.  Obstajalo je tudi sodišče Serske metropolije, ki se ni mnogo razlikovalo od sodišča svetogorskega protata. To sodišče so sestavljali metropolit in njegova duhovščina in posvetni dostojanstveniki. Sodišče se je ukvarjalo z različnimi zadevami in je bilo tipičen primer sodišča v grških obmejnih mestih.
Uglješa je v sodišče Serske metropolije uvedel novost, da je obstoječim članom sodišča  (metropolit, duhovščina in dostojanstveniki) dodal predstavnika svetogorskih samostanov. Veliko število klerikov v sodstvu je uvedel verjetno po zgledu na Bizantinsko cesarstvo pod Paleologi. Med despotovimi svetovalci je imel pomembno vlogo ohridski nadškof.
V Sersko kraljestvo je prodrla tudi bizantinska ustanova vesoljnih sodnikov. V Bizantinskem cesarstvu je bila ustanovljena leta 1329 med vladanjem Andronika III. Paleologa. Vesoljno sodišče so sestavljali štirje člani, dva svetovalna in dva duhovna. Kolegij je vršil nadzor nad pravosodjem celega cesarstva. Vesoljna sodišča so bila razen v Carigradu tudi v Solunu, Trapezundu, Lemnosu, Moreji in nazadnje v Seru. V slednjem se prvič omenja v sodnem spisu iz leta 1365, zadnjem, ki priča o vladanju carice Jelene. Iz tega je mogoče sklepati, da je bilo sodišče ustanovljeno v obdobju od leta 1360 do 1365.
Serska država je od bizantinske prevzela tudi senat, ki ni imel pomembnejše vloge. V njem so bili najvišji dostojanstveniki v državi. V dokumentih so se omenjali kot "dvorjani močnega in svetega gospodarja, presrečnega despota". Pomembno mesto v hierarhiji je imel tudi serski mestni glavar (kefalija). To funkcijo je leta 1360 opravljal Komnen Evdemonojoan, ki je po Uglješevem prihodu na oblast prevzel vlogo vesoljnega sodnika. V prvih letih Uglješeve vladavije je bil kafalija Radoslav Tornik, pripadnik bizantinsko-armenske družine Tornik. Radoslav je bil zadnji dokumentirani serski kefalija.